# Мала матура, велико срце
Мала матура, велико срце је назив годишње акције у којој група „малих матураната“ (ученика завршних разреда основних школа) са Косова и Метохије борави неколико дана у посети Београду. Акција се организује од 2006.
Акцију организују основне школе Београда, Министарство за Косово и Метохију и Министарство просвете Владе Републике Србије, Градски секретаријат за образовање Београда и Завод за унапређивање образовања и васпитања. Према Министарству за Косово и Метохију, циљ акције је „успостављање трајних веза између основних школа из Београда и са Косова и Метохије и повезивање генерација ученика из Београда са њиховим вршњацима са Косова и Метохије“, а она је уједно и прилика за ученике са Косова и Метохије да упознају знаменитости главног града.
Годишње, у овој акцији Београд посети око 1.500 „малих матураната“. Они неколико дана у месецу мају бораве код својих домаћина-вршњака из Београда. Превоз до Београда је организованим аутобусима, а дочек и испраћај су испред Палате Србија. Током боравка у Београду, ученици упознају школу-домаћина, посећују културне и историјске знаменитости Београда, обилазе бесплатно београдске музеје у организацији Градског секретаријата за културу, а организује се и вишедневни програм, који може обухватати спортски дан на Ади Циганлији, вожњу бродом, позоришну представу, музички концерт или свечану академију, те одлазак на фудбалску утакмицу. Међу одредиштима гостију током година су били и Аеродром Никола Тесла и Музеј југословенског ваздухопловства, војни аеродром у Батајници, коњичка бригада Министарства унутрашњих послова, Авала, Београдски зоолошки врт. Гостима се деле и ситни поклони.
Акцију је првобитно организовао Координациони центар Владе Србије за Косово и Метохију у сарадњи са Министарством просвете и Секретаријатом образовања, а УНМИК је обезбеђивао конвој ђака до административне границе са Србијом. У акцији помажу и ГСП Београд, комунална и друга предузећа.